# アントニー・ムニエ
アントニー・ムニエ（Anthony Mounier, 1987年9月27日 - ）は、フランス・アルデシュ県オーブナ出身のサッカー選手。ポジションはフォワード。

## 経歴
オリンピック・リヨンの下部組織出身で同期のカリム・ベンゼマ、ハテム・ベン・アルファ、ロイク・レミー等と共にクープ・ガンバルデッラでは準優勝した。2009年にOGCニースへ移籍。2012年にモンペリエHSCへ移籍し、2014-15シーズンには9得点8アシストを記録した。
2015年8月29日、イタリア・セリエAのボローニャFCへ完全移籍。2017年1月31日、出場機会を求めてASサンテティエンヌと交渉していたが、最終的にアタランタBCへ半年間のレンタル移籍を果たした。
ローンが終了しボローニャに帰還するもロベルト・ドナドーニ監督の構想には入らず、2017年8月31日にギリシャ・スーパーリーグのパナシナイコスFCと3年契約を締結した。

## タイトル
リヨン
- リーグ・アン : 2007-08
- クープ・ドゥ・フランス : 2008